# Актон-таун (станція метро)
51°30′10″ пн. ш. 0°16′48″ зх. д. / 51.502778° пн. ш. 0.28° зх. д.

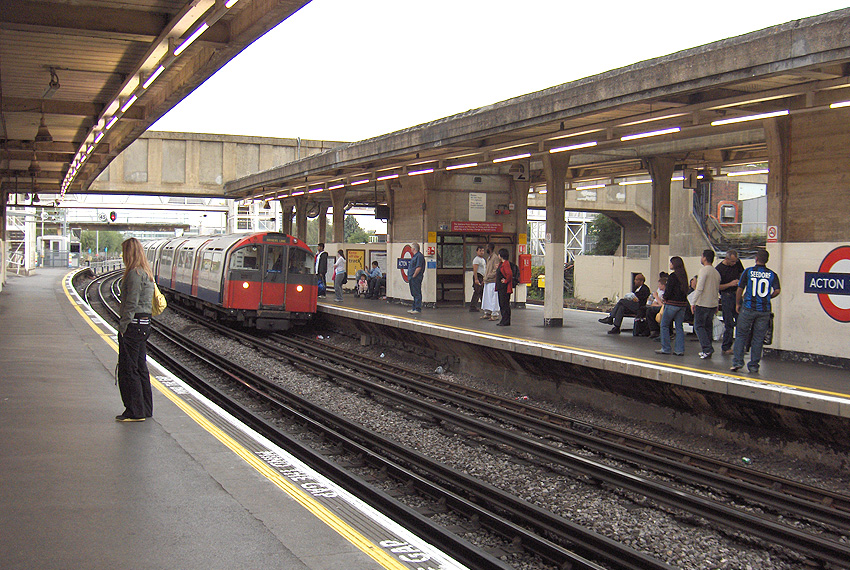
Платформи станції Актон-таун

Актон-таун (англ. Acton Town) — станція Лондонського метро, ліній Дистрикт та Пікаділлі. Розташована у 3-й тарифній зоні, у районі Актон, боро Ілінг, для Пікаділлі між станціями Ілінг-коммон або Саут-Ілінг та Гаммерсміт або Тернем-Грін, для Дистрикт — Ілінг-коммон та Чизік-парк. Пасажирообіг на 2017 рік — 6.04 млн осіб

## Історія
- 1. липня 1879 — відкриття станції у складі District Railway (DR, сьогоденна лінія Дистрикт), як Мілл-гілл-парк[4].
- 1. березня 1910 — станцію перейменовано на Актон-таун.
- 4. липня 1932 — відкриття трафіку лінії Пікаділлі.[5]

## Пересадки
Пересадки на автобуси London Buses маршрутів: 70, E3 та нічний маршрут N11.

## Послуги
| Попередня станція | Лінія | Лінія                            | Лінія       | Наступна станція |
| ----------------- | ----- | -------------------------------- | ----------- | ---------------- |
| Ілінг-коммон      |       | Лондонське метро Лінія Дистрикт  |             | Чизік-парк       |
| Ілінг-коммон      |       | Лондонське метро Лінія Пікаділлі |             | Тернем-Грін      |
| Ілінг-коммон      |       | Лондонське метро Лінія Пікаділлі | Гаммерсміт  |                  |
| Саут-Ілінг        |       | Лондонське метро Лінія Пікаділлі |             |                  |
|                   |       | Лондонське метро Лінія Пікаділлі | Тернем-Грін |                  |